# Samoana strigata
Samoana strigata é uma espécie de gastrópode da família Partulidae.
É endémica da Polinésia Francesa. Actualmente encontrados nos cumes mais altos e somente em Ua Huka; antes eram relativamente abundantes em baixas altitudes, na ausência de Euglandina rosea. Muito raros em Nuku Hiva, na presença de Euglandina rosea.